# My Love (Justin Timberlake)
My Love è un singolo del cantante statunitense Justin Timberlake, scritto dal cantante, T.I., Nate Hills e Timbaland per il secondo album di Timberlake da solista FutureSex/LoveSounds del 2006.
Nel 2007 ha vinto un Grammy Award per la migliore collaborazione Rap. Timbaland ha partecipato ai cori del brano, mentre T.I. ha cantato la parte rap. La canzone ha ricevuto molte critiche positive da diverse riviste specializzate, venendo preferita a SexyBack. All'apertura degli MTV Europe Music Awards del 2006, il cantante ha eseguito un medley di My Love SexyBack e LoveStoned.

## Il singolo
Nel negozio iTunes, sono state messe in vendita tre diverse edizioni del singolo distinte dal diverso colore della copertina:
- Rossa - Single & Instrumental
- Verde - My Love: The Remixes EP
- Blu - PodPak Single

## Il video
Il video musicale prodotto per My Love è stato diretto da Paul Hunter, ed è stato trasmesso per la prima volta il 12 ottobre 2006. Nel video è possibile ascoltare il preludio del brano Let Me Talk to You e vede la partecipazione del produttore Timbaland.

## Tracce
CD-Maxi Jive 88697 020492 (Sony BMG) / EAN 0886970204927
1. My Love (Single Version) - 4:43
2. My Love (Paul Oakenfold Radio Edit) - 3:46
3. My Love (Linux Loves Remix) - 5:07
4. My Love (Paul Jackson Remix) - 6:30

CD-Single Jive 88697 020482 (Sony BMG) [eu] / EAN 0886970204828
1. My Love (Single Version) - 4:43
2. My Love (Instrumental) - 4:38

## Classifiche
| Classifica (2006-25)                 | Posizione massima |
| ------------------------------------ | ----------------- |
| Australia                            | 3                 |
| Austria                              | 6                 |
| Belgio                               | 19                |
| Brasile                              | 1                 |
| Canada                               | 8                 |
| Corea del Sud                        | 1                 |
| Croazia                              | 1                 |
| Europa                               | 2                 |
| Finlandia                            | 5                 |
| Francia                              | 10                |
| Germania                             | 4                 |
| Irlanda                              | 4                 |
| Italia                               | 12                |
| Lituania                             | 37                |
| Nuova Zelanda                        | 1                 |
| Paesi Bassi                          | 12                |
| Polonia                              | 1                 |
| Portogallo                           | 7                 |
| Regno Unito                          | 2                 |
| Repubblica Ceca                      | 9                 |
| Russia                               | 15                |
| U.S. Billboard Hot 100               | 1                 |
| U.S. Billboard Hot R&B/Hip-Hop Songs | 2                 |
| U.S. Billboard Pop 100               | 1                 |
| U.S. Billboard Hot Dance Airplay     | 1                 |
| U.S. Billboard Hot Dance Club Play   | 15                |
| U.S. Billboard Adult Top 40          | 29                |
| U.S. Billboard Rhythmic Songs        | 3                 |
| U.S. Billboard Pop Songs             | 1                 |
| Latin America Top 40                 | 10                |
| Sudafrica                            | 1                 |
| Svezia                               | 2                 |
| Svizzera                             | 2                 |